# 산주스티노
산주스티노(이탈리아어: San Giustino)는 이탈리아 움브리아주 페루자도에 위치한 코무네다. 페루자에서 북서쪽으로 50km 거리에 있다.

## 역사
프라치오네인 코스파이아는 1826년까지 작은 독립 공화국이었다.

## 자매 도시
- 폴란드 프루드니크